# Fort-Mahon-Plage
Fort-Mahon-Plage è un comune francese di 1 332 abitanti situato nel dipartimento della Somme nella regione dell'Alta Francia.

## Società

### Evoluzione demografica
Abitanti censiti